# Onychonycteris
 Onychonycteris  ist eine ausgestorbene Gattung der Fledertiere, die vor rund 52 Millionen Jahren im Eozän in Nordamerika vorkam. Aufgrund der anatomischen Besonderheiten der bislang einzigen, wissenschaftlich beschriebenen Art, Onychonycteris finneyi, konnte erstmals sicher der Nachweis geführt werden, dass die frühen Vorfahren der heutigen Fledermäuse zunächst fliegen konnten und erst danach die Fähigkeit zur Echoortung entwickelten.

## Namensgebung
Onychonycteris ist ein Kunstwort. Die Bezeichnung der Gattung ist abgeleitet von griechisch onycho (= mit Krallen versehen) und nycteris (= Fledermaus); sie verweist darauf, dass an allen fünf Fingern der Tiere lange Krallen vorhanden waren. Das Epitheton der bislang einzigen wissenschaftlich beschriebenen Art, Onychonycteris finneyi, ehrt Bonnie Finney, die den Holotypus am 21. August 2003 im Finney-Steinbruch, Lincoln County, im US-Bundesstaat Wyoming barg. Onychonycteris finneyi bedeutet somit sinngemäß „Finneys Krallenfledermaus“.

## Erstbeschreibung
Holotypus der Gattung und zugleich der Typusart Onychonycteris finneyi ist ein etwa handtellergroßes, vollständiges Skelett, das erstmals 2008 in der Fachzeitschrift Nature beschrieben wurde und im Royal Ontario Museum unter der Archivnummer ROM 55351A,B verwahrt wird. Der Fund stammt aus dem Fossil Butte Member der Green-River-Formation und gilt neben den Resten von Icaronycteris aus der gleichen Lokalität als eines der ältesten bisher bekannten Fossilien einer Fledermaus. Im Unterschied zu Icaronycteris war Onychonycteris aus stammesgeschichtlicher Sicht aber ursprünglicher gebaut.

## Merkmale
Ein anatomisches Merkmal, das weder bei den etwas jüngeren Messel-Fledermäusen Archaeonycteris und Hassianycteris noch bei später entwickelten oder heutigen Exemplaren zu finden ist, sind die Krallen an allen fünf Fingern. Außer Onychonycteris weisen alle bisher bekannten Fledermäuse lediglich an einem (Fledermäuse, Microchiropter) bis maximal zwei (Flughunde, Megachiroptera) Fingern Krallen auf. Jörg Habersetzer vom Forschungsinstitut Senckenberg, einer der Co-Autoren der Erstbeschreibung, vermutet daher, dass Onychonycteris ein geschickter Kletterer war und – wie seine heutigen Nachfahren – nachts kopfüber im Geäst hängen konnte. Onychonycteris finneyi hatte relativ kurze Flügel, im Vergleich zu heutigen Fledermäusen sehr lange Hinterbeine und eine Flughaut zwischen den Hinterbeinen und der Schwanzwirbelsäule. Das Flügelskelett wie auch die Form von Brustkorb und Schwanz lassen zweifelsfrei darauf schließen, dass diese Art über lange Strecken hinweg fliegen konnte, jedoch wahrscheinlich eher mit starkem Flattern, wobei die Flughaut als stabilisierendes „Segel“ diente. Eine Rekonstruktion von aerodynamischen Eigenschaften der Flügel erbrachte Hinweise darauf, dass die Vorfahren der Fledermäuse Gleitflieger waren.
Aus der Bezahnung der rund 40 Gramm schweren Tiere lässt sich ableiten, dass Onychonycteris finneyi Insekten – vermutlich im Jagdflug – erbeutet hat.
Höchstauflösende Röntgenaufnahmen der Gehörschnecken im Innenohr von Messel-Fledermäusen wie Archaeonycteris und Hassianycteris weisen – wenn auch weniger perfektioniert als bei den meisten heutigen Fledermäusen – auf eine bereits vor 47 Millionen Jahren ausgebildete Echoortung mit Ultraschalllauten hin. Die im Magenbereich der Messel-Fledermäuse nachgewiesenen fossilen Nahrungsreste zeigen zudem, dass diese Vorfahren heutiger Fledermäuse sich ausschließlich von Insekten ernährt haben. Auch wenn das Gebiss von Onychonycteris finneyi ebenfalls Rückschlüsse auf einen Insektenfresser zulässt, schließen vergleichende Mikro-Röntgenaufnahmen eine Echoortung von Beuteinsekten durch Ultraschalllaute für Onychonycteris aus. Die gewonnenen Erkenntnisse – eine sehr kleine Gehörschnecke – sprechen dafür, dass die Fledermäuse das Fliegen vor der Echoortung mit Ultraschalllauten entwickelt haben. Die Größe der Hörschnecke ähnele der von Flughunden, den früchtefressenden Verwandten der Fledermäuse, die nicht über die Fähigkeit zur Echoortung verfügen.
Damit scheint eine jahrelange wissenschaftliche Streitfrage geklärt worden zu sein: die Frage, ob sich bei Fledermäusen zuerst das Echoortungssystem entwickelte oder die Fähigkeit zum Fliegen. John Speakman, Lehrstuhlinhaber für Zoologie an der Universität Aberdeen, rekonstruiert die Evolution der Fledermäuse dahingehend, dass diese Tiere zunächst tagaktiv waren und sich erst unter dem Druck durch Greifvögel zunehmend auf nächtlichen Beutefang verlegten. Parallel dazu habe sich die Echoortung entwickelt.

## Belege
1. ↑  Nancy B. Simmons, Kevin L. Seymour, Jörg Habersetzer und Gregg F. Gunnell: Primitive Early Eocene bat from Wyoming and the evolution of flight and echolocation. In: Nature. Band 451, 2008, S. 818–821, doi:10.1038/nature06549, ISSN 0028-0836.
2. ↑  Neues aus der Evolutionstheorie: Versteinerte Fledermaus löst Rätsel. Auf: taz.de vom 15. Februar 2008.
3. ↑  Lucila I. Amador, Nancy B. Simmons und Norberto P. Giannini: Aerodynamic reconstruction of the primitive fossil bat Onychonycteris finneyi (Mammalia: Chiroptera). In: Biology Letters. Band 15, Nr. 3, 2019, 20180857, doi:10.1098/rsbl.2018.0857.
4. ↑   Orientierungslos: Fossile Fledermaus flog ohne Echolot. Auf: spektrum.de vom 13. Februar 2008.
5. ↑  John R. Speakman: The evolution of flight and echolocation in bats: another leap in the dark. In: Mammal Review. Band 31, Nr. 2, 2001, S. 111–130, doi:10.1046/j.1365-2907.2001.00082.x.